# ベクトリックス (オートバイ)

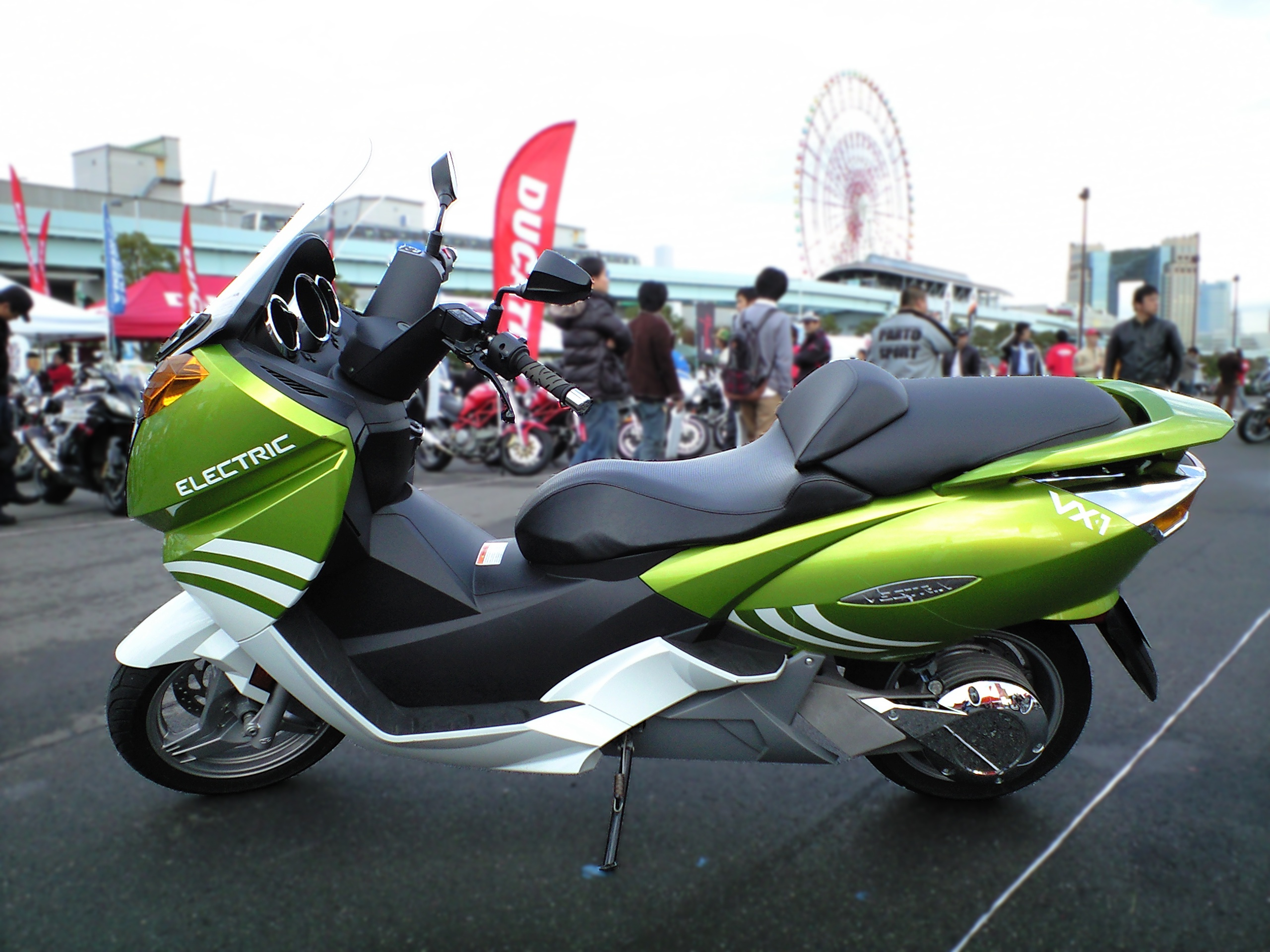
ベクトリックス・VX-1（2011年モデル）

ベクトリックス（Vectrix）は、1996年、アメリカ合衆国ロードアイランド州ミドルタウンに誕生した電動オートバイメーカーのブランドである。主に中大型電動スクーターの開発に力を入れており、次世代のハイブリッド二輪の開発を進めている。

## 歴史
設立時、本社はマサチューセッツ州ニューベッドフォードにおかれ、ポーランドのヴロツワフに工場を設置じた。2006年、初の電動スクーターVX-1がアメリカ、イギリス、イタリア、スペイン、オーストラリアで発売され、ニューヨーク市警察への販売も行われた。
その後ポーランドに本社機能を移管。資本の変遷を経て2018年、現在の資本体制となる。
2022年、本社機能をシンガポールに集約。日本・ASEAN・台湾・イタリア・ポーランドの5極体制で研究開発・生産・販売を行っている。

## 製品
- VX-1/Li/Li+ - 日本では「軽二輪車」扱いとなり、運転免許はAT限定普通自動二輪車免許の区分となる。 Li はリチウムイオン電池仕様。
- VX-2
- VX-3 - 前2輪・後1輪のスリーター
- I-Cargo - バッテリーの着脱を可能にしたカーゴスクーター。日本での登録上は側車付き軽二輪で、普通免許で運転可能。

## 日本での歴史
日本では過去、VX-1が2度、外部の会社によって輸入販売されていた。
- 2010年：ホワイトハウス - 名古屋市の自動車総合メガディーラー
- 2019年：アディバ日本（現:aidea）

2020年以降の日本でのBEVブームに伴い、本格的に日本進出を開始した。2022年4月、初の日本法人「株式会社VECTRIX JAPAN」を設立。大阪府箕面市に所在するオートオークションの支援事業会社「株式会社ジェイボーイ」の関連会社となる。
同年9月21日、東南アジアを中心とした今後の展開の旗艦となるメーカー直営店「VECTRIX Tokyo Ginza Gallery」を開設。2023年10月1日よりI-Cargoをリース販売開始。